# Tuk Tuk Rally
Tuk Tuk Rally var ett rockigt folkpopband som till stora delar spelade akustiskt. Bandet, som var från Stockholm, var aktivt 1991–1996.
Medlemmarna hade sin bakgrund i Stockholmsband som Inferno, Bröderna Marx och Tre Vise Män. Bandet turnerade flitigt i Sverige och spelade bland annat på Visfestivalen i Västervik och Hultsfredsfestivalen. Skivorna gavs ut av det punkfokuserade skivbolaget Beat Butchers och de spelade ofta live med olika svenska punkband. 
Mest känd av deras låtar är förmodligen Komedi som finns på samlingsskivan Definitivt 50 spänn igen. Sångaren Roger Karlsson är numera aktiv som soloartist. Innan Tuk Tuk Rally bildades spelade Roger Karlsson, Stefan Söderberg och Johan Samuelsson i bandet Inferno. Stefan Söderberg har även ett förflutet i bandet Nittonhundratalsräven.

## Medlemmar
- Roger Karlsson – sång, akustisk gitarr
- Stefan Söderberg – gitarr, sång
- Calle Bauer – gitarr, ukulele, sång
- Johan Samuelsson – bas
- Leif Strand – trummor

## Diskografi

### Album
- Luftballong, 1993
- Eurodisco, 1994
- Då Å Nu, 1996 (samlingsskiva)
- Vinylen..., 2016 (samlingsskiva)

### Singlar
- Beirut Bar, 1992
- Stjärnorna, 1992
- Entvåtrefyr!, 1993
- Brett Å Internationellt, 1993
- Måndag, 1994
- Erbanaza!, 1995